# Campeonato FIA GT
El Campeonato FIA GT fue un campeonato de grandes turismos organizado por la Federación Internacional del Automóvil y la Stéphane Ratel Organisation. Fue creado en el año 1997 a partir de la BPR Global GT Series, un certamen fundado por Jürgen Barth, Patrick Peter y el propio Stéphane Ratel.
Han existido cuatro clases de automóviles, llamadas GT1, GT2, GT3 y GT4, en orden decreciente de costos y tecnologías. Mientras que un GT1 puede tener piezas compuestas por materiales exóticos, un GT3 puede recibir escasas modificaciones con respecto a los automóviles de serie. Las dos primeras exigen 25 unidades homologada, en tanto que la GT3 exige cientos de unidades. El campeonato de GT1 fue mundial entre 2010 y 2012, en tanto que los demás han sido europeos.
A diferencia de otras categorías de gran turismos, como la Le Mans Series y el extinto Campeonato Mundial de Sport Prototipos, las carreras del Campeonato FIA GT no son de resistencia, con las 24 Horas de Spa como única excepción. Hasta la temporada 2006, todas las fechas tenían una carrera principal de 500 km o tres horas de duración. Para la temporada 2007, el formato se cambió a carreras de dos horas.

## Historia

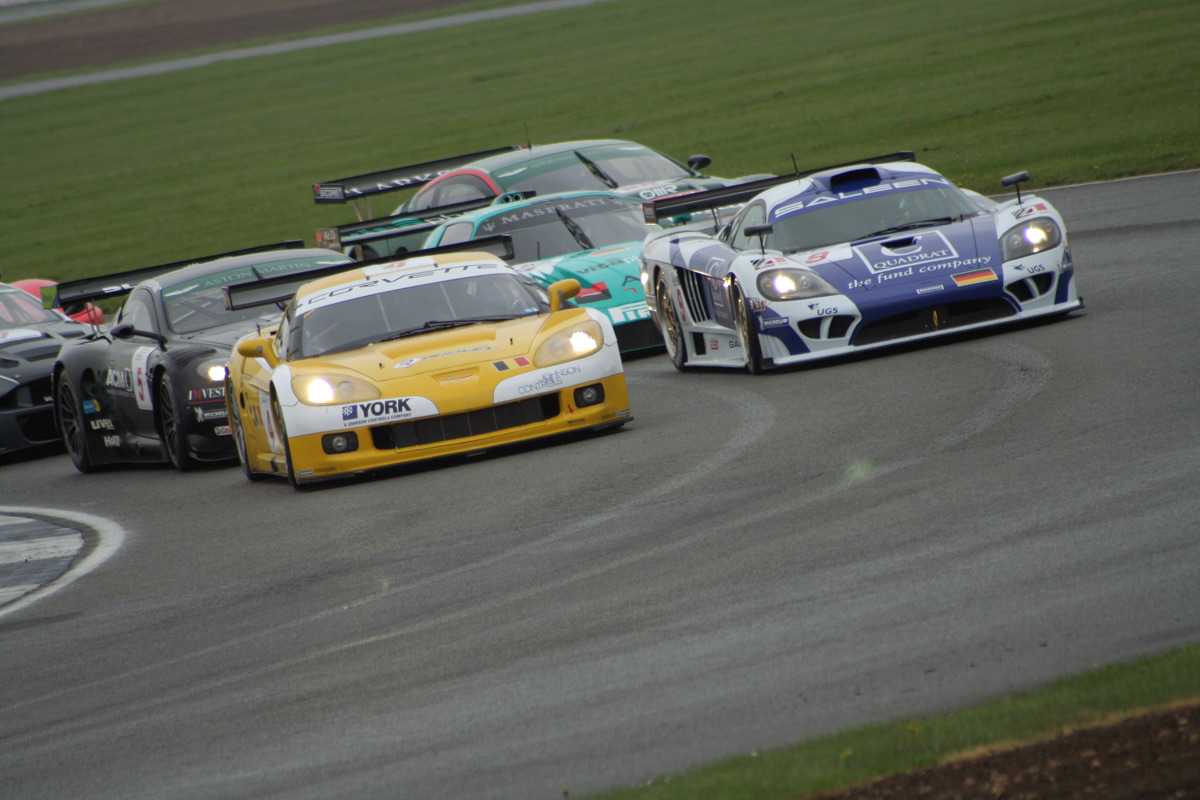
Tomado en el Campeonato FIA GT en Silverstone 7 de mayo de 2006.

En 2006, el torneo de la división GT3 se separó de los otros dos y pasó a disputarse de manera independiente con la denominación Campeonato Europeo de GT3. En 2007 se comenzó a organizar una Copa Europea de GT4, que es una división aún menos potente y costosa que la GT3. Ambos certámenes europeos y el internacional han compartido escenario en numerosas ocasiones.
El campeonato fue reestructurado para la temporada 2010, ya que las clases GT1 y GT2 se separaron en campeonatos paralelos. El certamen de GT1 pasó a llamarse Campeonato Mundial de GT1, recibiendo el mismo estatus que poseen la Fórmula 1, el Campeonato Mundial de Rally y el Campeonato Mundial de Turismos; anteriormente el Campeonato FIA GT era disputado principalmente en Europa. A partir de 2012, el certamen dejara de correrse con los caros GT1, ya que se permitirán GT1, GT2 y GT3 con prestaciones ecualizadas para cierto campeonato.

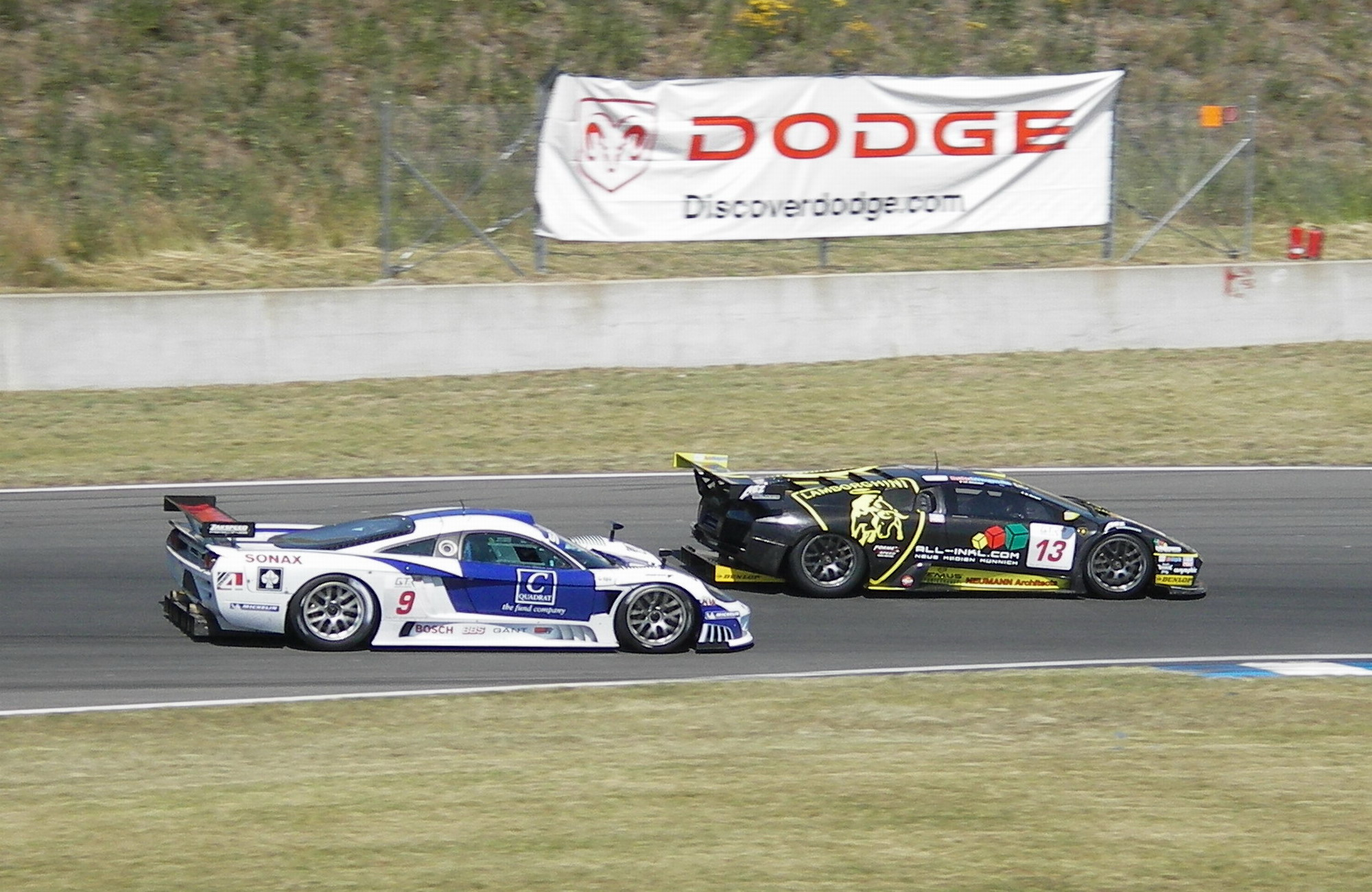
Una pelea entre un Lamborghini y un Saleen, dos coches en la categoría GT1.

Por su parte, el campeonato 2010 de GT2 sería exclusivamente europeo y consecuentemente renombrado a Campeonato Europeo de GT2. Sin embargo, en 2010 se disputó una única carrera de GT2, las 24 Horas de Spa, destacando de que el Campeonato Europeo de GT2 se renombró como Copa Europea de GT2 para esta única carrera. Desde entonces, la Stéphane Ratel Organisation no permite GT2 en ninguno de sus campeonatos.
En 2013, el Campeonato Mundial de GT1 y el Campeonato Europeo de GT3 se fusionaron en el Campeonato FIA GT Series.

## Circuitos
Históricamente, la casi totalidad de las fechas se han disputado en Europa, con la salvedad de cuatro autódromos de Estados Unidos en las temporadas 1997 a 1999 y el circuito chino de Zhuhai en 1999. A partir de 2004, se han comenzado a agregar fechas en América del Sur y Asia.
Campeonato FIA GT (1997-2009, 2013) / Campeonato Mundial de GT1 (2010-2012)
| - A1-Ring (1997-1998, 2000-2001) - Adria (2006-2009) - Anderstorp (2002-2003) - Algarve (2009-2012) - Baréin (2005) - Bakú (2013) - Brno (2000-2008, 2010) - Bucharestring (2007-2008) - Cheste (2000, 2004) - Dijon-Prenois (1998, 2006) - Donington Park (1997-1999, 2002-2004, 2012) - Dubái (2004-2006) - Estambul (2005) - Estoril (2000-2003) - Goldenport (2011) - Helsinki (1997) - Hockenheimring (1997-1999, 2004) | - Homestead (1998-1999) - Hungaroring (1998-2001, 2006, 2009) - Imola (2004-2005) - Interlagos (2010) - Jarama (2001-2002) - Laguna Seca (1997-1998) - Lausitzring (2000) - Magny-Cours (2000-2005) - Montmeló (2003) - Monza (1999-2001, 2003-2005, 2007-2008) - Moscú (2012) - Mugello (1997, 2006) - Navarra (2010-2013) - Nogaro (2007-2008, 2012-2013) - Nürburgring (1997, 2001, 2010, 2012) | - Ordos (2011-2012) - Paul Ricard (2006, 2010-2011) - Oschersleben (1998-1999, 2002-2009) - Pergusa (2002-2003) - Potrero de los Funes (2008, 2010-2011) - Sachsenring (2011) - Silverstone (1997-2002, 2005-2010, 2011) - Slovakia Ring (2012-2013) - Spa-Francorchamps (1997, 2001-2010) - Suzuka (1997-1998) - Sebring (1997) - Watkins Glen (1999) - Yas Marina (2010, 2011) - Zandvoort (2013) - Zhuhai (1999, 2004-2005, 2007) - Zolder (1999-2001, 2007-2009, 2011-2013) |

Copa Europea de GT2 (2010)
- Spa-Francorchamps (2010)

Campeonato Europeo de GT3 (2006-2012)
| - Adria (2009) - Algarve (2009-2012) - Brno (2007-2008, 2010) - Bucharestring (2007) - Dijon-Prenois (2006) - Dubái (2007-2008) - Jarama (2010) | - Monza (2007-2008) - Moscú (2012) - Mugello (2006) - Navarra (2011-2012) - Nogaro (2008, 2012) - Nürburgring (2012) - Paul Ricard (2009-2011) | - Oschersleben (2006, 2008-2009) - Silverstone (2006-2010-2011) - Smolensk (2011) - Spa-Francorchamps (2006) - Zandvoort (2011) - Zolder (2009-2010, 2012) |

Campeonato Europeo de GT4 (2007-presente)
| - Adria (2009) - Anderstorp (2013) - Assen (2011, 2013) - Algarve (2009-2010) | - Magny-Cours (2010) - Nürburgring (2010) - Oschersleben (2009) - Paul Ricard (2010) | - Silverstone (2009-2011, 2013) - Spa-Francorchamps (2009-2011, 2013) - Zandvoort (2011, 2013) - Zolder (2009, 2011) |

## Campeones

### Pilotos
| Campeonato FIA GT | Campeonato FIA GT                       | Campeonato FIA GT                    | Campeonato FIA GT                  | Campeonato FIA GT | Campeonato FIA GT |
| Año               | GT1                                     | GT2                                  |                                    |                   |                   |
| ----------------- | --------------------------------------- | ------------------------------------ | ---------------------------------- | ----------------- | ----------------- |
| 1997              | Bernd Schneider                         | Justin Bell                          | -                                  | -                 | -                 |
| 1998              | Klaus Ludwig Ricardo Zonta              | Olivier Beretta Pedro Lamy           | -                                  | -                 | -                 |
| Año               | GT                                      | GT                                   |                                    |                   |                   |
| 1999              | Olivier Beretta Karl Wendlinger         | Olivier Beretta Karl Wendlinger      | -                                  | -                 | -                 |
| Año               | GT                                      | N-GT                                 |                                    |                   |                   |
| 2000              | Julian Bailey Jamie Campbell-Walter     | Christophe Bouchut Patrice Goueslard | -                                  | -                 | -                 |
| 2001              | Christophe Bouchut Jean-Philippe Belloc | Christian Pescatori David Terrien    | -                                  | -                 | -                 |
| 2002              | Christophe Bouchut                      | Stéphane Ortelli                     | -                                  | -                 | -                 |
| 2003              | Thomas Biagi Matteo Bobbi               | Stéphane Ortelli Marc Lieb           | -                                  | -                 | -                 |
| 2004              | Fabrizio Gollin Luca Cappellari         | Sascha Maassen Lucas Luhr            | -                                  | -                 | -                 |
| Año               | GT1                                     | GT2                                  |                                    |                   |                   |
| 2005              | Gabriele Gardel                         | Marc Lieb Mike Rockenfeller          | -                                  | -                 | -                 |
| Año               | GT1                                     | GT2                                  | GT3                                |                   |                   |
| 2006              | Michael Bartels Andrea Bertolini        | Jaime Melo Jr.                       | Sean Edwards                       | -                 | -                 |
| Año               | GT1                                     | GT2                                  | GT3                                | GT4               | GT4               |
| 2007              | Thomas Biagi                            | Dirk Müller Toni Vilander            | Gilles Vannelet Henri Moser        | Eric de Doncker   | Eric de Doncker   |
| Año               | GT1                                     | GT2                                  | GT3                                | GT4               | GT4 Light         |
| 2008              | Michael Bartels Andrea Bertolini        | Gianmaria Bruni Toni Vilander        | Arnaud Peyroles James Ruffier      | Eric de Doncker   | Christopher Haase |
| Año               | GT1                                     | GT2                                  | GT3                                | GT4               | GT4 Supersport    |
| 2009              | Michael Bartels Andrea Bertolini        | Richard Westbrook                    | Christopher Haase Christopher Mies | Joe Osborne       | Augustin Eder     |

En negrita aparecen los campeones de la clase de mayor nivel (puede ser absoluta o no).

### Equipos
| Campeonato FIA GT | Campeonato FIA GT                           | Campeonato FIA GT                | Campeonato FIA GT | Campeonato FIA GT | Campeonato FIA GT |
| Año               | GT1                                         | GT2                              |                   |                   |                   |
| ----------------- | ------------------------------------------- | -------------------------------- | ----------------- | ----------------- | ----------------- |
| 1997              | Mercedes-AMG - Mercedes-Benz CLK GTR        | Oreca - Chrysler Viper GTS-R     | -                 | -                 |                   |
| 1998              | Mercedes-AMG - Mercedes-Benz CLK-LM         | Oreca - Chrysler Viper GTS-R     | -                 | -                 |                   |
| Año               | GT                                          | GT                               |                   |                   |                   |
| 1999              | Oreca - Chrysler Viper GTS-R                | Oreca - Chrysler Viper GTS-R     | -                 | -                 |                   |
| Año               | GT                                          | N-GT                             |                   |                   |                   |
| 2000              | Lister Racing - Lister Storm                | Larbre - Porsche 911 GT3-R       | -                 | -                 |                   |
| 2001              | Larbre - Chrysler Viper GTS-R               | JMB Racing - Ferrari 360 Modena  | -                 | -                 |                   |
| 2002              | Larbre - Chrysler Viper GTS-R               | Freisinger - Porsche 911 GT3-RS  | -                 | -                 |                   |
| 2003              | BMS Scuderia Italia - Ferrari 550 Maranello | Freisinger - Porsche 911 GT3-RSR | -                 | -                 |                   |
| 2004              | BMS Scuderia Italia - Ferrari 550 Maranello | Freisinger - Porsche 911 GT3-RSR | -                 | -                 |                   |
| Año               | GT1                                         | GT2                              | -                 | -                 |                   |
| 2005              | Vitaphone - Maserati MC12                   | Gruppe M - Porsche 911 GT3-RSR   | -                 | -                 |                   |
| Año               | GT1                                         | GT2                              | GT3               | GT3               |                   |
| 2006              | Vitaphone - Maserati MC12                   | AF Corse - Ferrari F430          | Tech 9            | Tech 9            |                   |
| 2007              | Vitaphone - Maserati MC12                   | AF Corse - Ferrari F430          | Callaway          | Callaway          |                   |
| Año               | GT1                                         | GT2                              | GT3               | GT4               |                   |
| 2008              | Vitaphone - Maserati MC12                   | AF Corse - Ferrari F430          | Matech            | Motorsport98      |                   |
| 2009              | Vitaphone - Maserati MC12                   | AF Corse - Ferrari F430          | Hexis             | RJN               |                   |

## Pilotos destacados
GT1 (1997-2009)
| Piloto                | Títulos              | Victorias |
| --------------------- | -------------------- | --------- |
| Michael Bartels       | 3 (2006, 2008, 2009) | 15        |
| Karl Wendlinger       | 1 (1999)             | 15        |
| Mike Hezemans         | 0                    | 13        |
| Andrea Bertolini      | 3 (2006, 2008, 2009) | 12        |
| Thomas Biagi          | 2 (2003, 2007)       | 11        |
| Jamie Campbell-Walter | 1 (2000)             | 11        |
| Bernd Schneider       | 1 (1997)             | 11        |
| Matteo Bobbi          | 1 (2003)             | 9         |
| Klaus Ludwig          | 1 (1998)             | 9         |
| Christophe Bouchut    | 2 (2001, 2002)       | 8         |
| Jean-Denis Délétraz   | 0                    | 8         |
| Jean-Philippe Belloc  | 1 (2001)             | 7         |
| Ryan Sharp            | 0                    | 7         |
| Olivier Beretta       | 1 (1999)             | 6         |
| Fabrizio Gollin       | 1 (2004)             | 6         |
| Andrea Piccini        | 0                    | 6         |

GT2 (1997-2009)
| Piloto              | Títulos        | Victorias |
| ------------------- | -------------- | --------- |
| Stéphane Ortelli    | 2 (2002, 2003) | 18        |
| Emmanuel Collard    | 0              | 16        |
| Toni Vilander       | 2 (2007, 2008) | 14        |
| Olivier Beretta     | 1 (1998)       | 12        |
| Marc Lieb           | 2 (2003, 2005) | 13        |
| Gianmaria Bruni     | 1 (2008)       | 11        |
| Sascha Maassen      | 1 (2004)       | 9         |
| Christian Pescatori | 1 (2001)       | 9         |
| Pedro Lamy          | 1 (1998)       | 8         |
| Tim Sugden          | 0              | 8         |
| Lucas Luhr          | 1 (2004)       | 7         |

## Estadísticas

### Constructores con más títulos

#### GT1(97-98),GT1(2006-2009) GT2(1997-1999),GT3(2011-2017) y GT(2000-2005)
| N.º | Constructor   | Títulos | Años                                   |
| --- | ------------- | ------- | -------------------------------------- |
| 1   | Chrysler      | 5       | 1997(GT2), 1998(GT2), 1999, 2001, 2002 |
| 1   | Maserati      | 5       | 2005, 2006, 2007, 2008, 2009           |
| 2   | Mercedes-Benz | 4       | 1997(GT1), 1998(GT1), 2012, 2016       |
| 3   | Audi          | 3       | 2013, 2014, 2015                       |
| 4   | Ferrari       | 2       | 2003, 2004                             |
| 5   | Lister        | 1       | 2000                                   |
| 5   | Aston Martin  | 1       | 2011                                   |
| 5   | Lamborghini   | 1       | 2017                                   |